# Абдуррахман ибн Фейсал Аль Сауд
Абдуррахма́н ибн Фе́йсал ибн Турки́ А́ль Сау́д А́ль Мукри́н А́ль Мури́ди (араб. عبد الرحمن بن فيصل بن تركي آل سعود آل مقرن آل مريدي‎; 1850 — 2 июня 1928, Эр-Рияд, Неджд и Хиджаз) — эмир Второго Саудовского государства в 1875—1876 годах и 1889—1891 годах. Четвёртый младший сын эмира Фейсала ибн Турки Аль Сауда.

## Биография
Родился 1850 года в Эр-Рияде. В то время, когда эмир Фейсал ибн Турки фактически разделил Неджд на три части между старшими сыновьями Абдаллахом, Саудом и Мухаммадом, Абдуррахман в силу возраста остался без удела. На политической сцене он появился только в середине 1870-х годов. Есть предположение, что Абдуррахман поддерживал Сауда, но, скорее всего, он колебался в выборе между старшими братьями. В 1874 году Абдуррахман был отправлен в Ирак на переговоры с Рауф-пашой, где он некоторое время оставался в качестве заложника.
В марте 1874 года турки-османы с целью снижения расходов вывели войска из Эль-Хасы, посадив там лояльного наместника, вождя племени бану халид Бази аль-Арайара. Тот, однако, оказался крайне непопулярен среди местного населения. Хасцы подняли восстание, которое возглавил уже отпущенный из плена Абдуррахман. Насыр-паша энергично подавил мятеж, после чего Абдуррахман бежал в Эр-Рияд к Сауду.
В январе 1875 года Сауд ибн Фейсал неожиданно скончался, и власть сама перешла в руки к Абдуррахману, однако положение его было крайне ненадёжным. Он начал борьбу со старшими братьями и их союзниками-бедуинами. В это время в Эр-Рияде против него стали строить козни сыновья Сауда. Он предпочёл примириться со своим старшим братом Абдаллахом и в марте следующего года вернул тому власть.
Однако риядский эмират продолжил быстро распадаться. В 1887 году Абдаллах ибн Фейсал был схвачен детьми Сауда, но успел позвать на помощь эмира Джебель-Шаммара Мухаммада Аль Рашида. Тот воспользовался возможностью легко присоединить риядский эмират. Абдалла и Абдуррахман были увезены в Хаиль в качестве почётных пленников, а в Эр-Рияде был посажен шаммарский наместник. Однако вскоре Абдалла заболел, и Мухаммад Аль Рашид разрешил братьям вернуться в Эр-Рияд. В 1889 году Абдаллах ибн Фейсал скончался, и Мухаммад Аль Рашид назначил эмиром Абдуррахмана. Наблюдать за ним был поставлен жестокий Салим ас-Субхан. В 1890 году Абдуррахман ибн Фейсал поднял восстание. Салим осадил укреплённый город, но безуспешно, и Абдуррахман остался правителем Эр-Рияда на правах шаммарского вассала.
К концу 1890 года ему удалось сформировать антирашидскую коалицию из числа касимцев. Мухаммад Аль Рашид собрал против них огромное войско. Столкновения продолжались в течение месяца. Наконец Мухаммад Аль Рашид пошёл на хитрость. Во время одного из сражений, сделав вид, что отступает, он внезапно перешёл в контратаку и наголову разбил касимцев. Узнав о поражении союзников, Абдуррахман бежал в пустыню. После долгих скитаний в 1893 году он с семьёй осел в Кувейте. Османское правительство назначило ему ежемесячную пенсию в 60 лир.
Неджд оказался разбит на несколько провинций, подчинённых государству Джебель-Шаммар. Страна начала приходить в упадок. Возникновению восстаний препятствовала лишь сила Мухаммад Аль Рашида. После его смерти начались волнения, которые новый шаммарский эмир Абдель Азиз ибн Митаб нещадно подавлял, и душил население всё новыми поборами. По своей сути Джебель-Шаммар не был устойчивым государственным образованием. Доминирующее племя — шаммары — не заключали союзы с другими племенами, а порабощали их. К тому, шаммары заигрывали с турками, так как сильно зависели от налогов с караванов паломников.
Когда в разгар кувейтского кризиса 1900—1901 годов принц Абдул-Азиз ибн Сауд, попытался с малыми силами захватить Эр-Рияд, Абдуррахман запретил сыну ввязываться в авантюру. Несмотря на запрет, Абдель Азиз сумел захватить и сам город, и его цитадель. В мае 1902 года Абдуррахман прибыл в Эр-Рияд. Абдель Азиз потребовал от улемов и знатных риядцев принести присягу отцу, но тот отказался от этой чести и провозгласил эмиром сына. Сам же Абдуррахман стал его главным советником и имамом.
В начале 1903 года встречался в Басре с российским консулом, надеясь тем самым подтолкнуть англичан к более активной помощи Эр-Рияду. Весной 1903 года старый эмир возглавлял оборону Эр-Рияда, когда шаммары предприняли последнюю попытку овладеть столицей Саудидов.
В 1905 году вновь ездил в Басру на переговоры с турецким губернатором Ахмедом Мухлис-пашой и кувейтским шейхом Мубараком. Абдуррахман заверил пашу в преданности Абдель Азиза султану и был формально назначен турецким каймакамом в Неджде.
Скончался в 1928 году.